# An American Dream
An American Dream (bra Eu Te Verei no Inferno, Querida) é um filme norte-americano de 1966, do gênero drama policial, dirigido por Robert Gist, com roteiro de Mann Rubin baseado no romance An American Dream, de Norman Mailer.
Após fracassar nas bilheterias, o filme recebeu um novo título — See You in Hell, Darling.

## Sinopse
Stephen Richard Rojack é um comentarista de televisão que, sem querer, causa a morte de sua esposa Deborah durante uma discussão. Ela cai de uma altura de trinta andares e o veredito oficial é de suicídio, graças à influência de Stephen para encobrir o crime. Mas as coisas não param por aí, o que resulta em Stephen passar a maior parte do tempo sendo perseguido pela polícia, por uma gangue de mafiosos e por Cherry McMahon, um caso antigo que ele decide ressuscitar.

## Prêmios e indicações
| Prêmio     | Categoria              | Recipiente                                              | Resultado |
| ---------- | ---------------------- | ------------------------------------------------------- | --------- |
| Oscar 1967 | Melhor canção original | Johnny Mandel, Paul Francis Webster ("A Time For Love") | Indicado  |

## Elenco
| Ator/Atriz      | Personagem             |
| --------------- | ---------------------- |
| Stuart Whitman  | Stephen Richard Rojack |
| Janet Leigh     | Cherry McMahon         |
| Eleanor Parker  | Deborah Kelly Rojack   |
| Barry Sullivan  | Tenente Roberts        |
| Lloyd Nolan     | Barney Kelly           |
| Murray Hamilton | Arthur Kabot           |
| J. D. Cannon    | Sargento Walt Leznicki |
| Susan Denberg   | Ruta                   |
| Les Crane       | Nicky                  |
| Warren Stevens  | Johnny Dell            |
| Joe De Santis   | Eddie Ganucci          |
| Stacy Harris    | Detetive O'Hara        |
| Paul Mantee     | Shago Martin           |
| Harold Gould    | Advogado               |
| George Takei    | Ord Long               |